# Ada Vera Bernstein Viterbo
Ada Vera Bernstein Viterbo (Milano, 8 settembre 1902 – Firenze, 7 novembre 1987) è stata una stilista italiana, moglie dello scultore Dario Viterbo.

## Biografia
Nata in una famiglia benestante ebraica da Arturo Bernstein e Berta Cammeo, entrambi imprenditori proprietari di un laboratorio di confezioni per signora e di un corrispondente negozio siti nel centro di Milano, Ada Vera, ultima di otto figli, cresce in ambiente agiato e culturalmente molto aperto. Nel 1915, all'età di tredici anni, incontra per la prima volta un suo cugino di secondo grado, Dario Viterbo, in visita durante un congedo militare. Malgrado la differenza di età i due entrano subito in sintonia e stabiliscono fra loro un rapporto epistolare che si rivelerà duraturo. Ada Vera intanto frequenta un Istituto tecnico commerciale di Milano diplomandosi nel 1920 ed iniziando a lavorare in una banca cittadina
Nel 1930 Ada Vera e Dario Viterbo decidono di sposarsi e di trasferirsi a Parigi dove Dario, per motivi politici ed artistici, vive dal 1925 e dove è apprezzato come scultore e disegnatore di gioielli.
Una volta a Parigi, Ada Vera inizia una propria attività di produzione di bottoni e di importazione e commercio di ricami umbri di pregio. Nel contempo la coppia conduce una vivace vita sociale e organizza riunioni con intellettuali, esuli ed antifascisti italiani. Personaggi come Carlo Rosselli, Giovanni Costetti, Carlo Levi, Eugenio Colorni, e Giuseppe Emanuele Modigliani, fratello del pittore, sono loro assidui frequentatori. Molti di loro erano scappati dall'Italia dopo l'approvazione delle leggi razziali del novembre 1938. Gli stessi coniugi Viterbo-Bernstein chiedono ed ottengono la naturalizzazione francese. Pochi mesi dopo, lo scoppio della seconda guerra mondiale e specialmente l'imminenza dell'occupazione tedesca di Parigi costringono la coppia ad abbandonare la città, lasciando la casa e lo studio di Dario con quaranta statue che andranno perse. Portano con loro solo pochi oggetti personali e i gioielli di Ada Vera, ricordo della madre. Affrontano un lungo e faticoso viaggio per raggiungere Marsiglia e successivamente, dopo varie peripezie, Lisbona. Finalmente, nel 1941, riescono ad imbarcarsi per New York dove li attende  il fratello di Ada Vera, Arrigo Bernstein, esule a sua volta con la famiglia, che li ospita in casa sua. Per rendersi indipendenti Ada frequenta subito un corso per ottenere il diploma di modista mentre Dario, tramite molti contatti, cerca di riprendere la sua attività artistica. Superate le prime difficoltà, entrambi lavorano intensamente e riescono, sia pur lentamente ad affermarsi. Ada, con i suoi articoli di moda riesce a farsi molte clienti colte e raffinate. Tra le prime sono Carla e Wanda Toscanini, la moglie ed una figlia del maestro alla quale Dario dedica un busto in bronzo.
L'11 novembre 1961 Dario, da anni sofferente di cuore, muore.
Dopo la sua morte Ada Vera si dedica a far conoscere sempre più l'arte del marito; organizza mostre, pubblica postumi alcuni suoi scritti, scrive il volume di ricordi La mia Vita con Dario. Appunti richiestimi da Giorgio Nicodemi, 1964-1980
Ada Vera muore a Firenze il 7 novembre 1987. La sua salma viene tumulata nel Cimitero israelitico di Firenze.

## Archivio
Il Fondo Viterbo Dario e Viterbo Bernstein Ada Vera, conservato presso la Biblioteca Marucelliana di Firenze,  Firenze, contiene documentazione appartenente al sec. XX.